# Severino Vieira de Melo
Severino Vieira de Melo (Vitória de Santo Antão, 5 de junho de 1880 - Teresina, 27 de maio de 1955) foi um prelado brasileiro da Igreja Católica, que serviu como bispo e arcebispo de Teresina.

## Biografia
Ingressou no Seminário de Olinda com a idade de 18 anose, no dia 14 de janeiro de 1903, foi ordenado padre. Até 1906 ocupou o cargo de vice-reitor do Seminário de Olinda, quando tornou-se pároco, sucessivamente, das paróquias de Gameleira, Glória do Goitá e Caruaru. Em 1920, tornou-se reitor do Seminário de Olinda.
Foi nomeado bispo do Piauí em 8 de junho de 1923 pelo Papa Pio XI. Foi consagrado em 25 de novembro de 1923, na Sé de Olinda, por Dom Miguel de Lima Valverde, arcebispo de Olinda e Recife, coadjuvado por Dom Augusto Álvaro da Silva, bispo de Barra e por Dom Ricardo Ramos de Castro Vilela, bispo de Nazaré.
Em 16 de dezembro de 1944, com o desmembramento da diocese para a ereção das dioceses de Parnaíba e Oeiras, passa a ser o bispo de Teresina.
Com a elevação da Diocese de Teresina à dignidade de arquidiocese metropolitana, em 9 de agosto de 1952, passa a ser seu primeiro arcebispo. Durante sua administração, foi o responsável pela reabertura do Colégio Diocesano e pela aquisição do Palácio Episcopal.
Morreu em Teresina, em 27 de maio de 1955, sendo sepultado na Catedral Metropolitana Nossa Senhora das Dores.